# Elliott Glacier
Elliott Glacier är en glaciär i Antarktis. Den ligger i Östantarktis. Australien gör anspråk på området. Elliott Glacier ligger 34 meter över havet.
Terrängen runt Elliott Glacier är platt. Havet är nära Elliott Glacier åt nordost. Trakten är obefolkad. Det finns inga samhällen i närheten.